# SLUK
|  | Denne artikel er oprettet af botten Steenthbot ud fra en ekstern database. Den kan derfor have sproglige fejl eller mangler. Denne skabelon kan fjernes efter kontrol af indholdet. |

SLUK er en dansk kortfilm fra 2014 instrueret af Jonas Kyed efter eget manuskript.

## Handling
Den hjemløse Jeppe bliver inviteret til middag på et slot med en masse fine mennesker, men Jeppe finder hurtigt ud af, at de ikke er så fine, som de giver sig ud for at være.